# Equilibrium (Star Trek: Deep Space Nine)
"Equilibrium" és el quart episodi de la tercera temporada de la sèrie de televisió de ciència-ficció estatunidenca Star Trek: Deep Space Nine, el 50è de tota la sèrie. Originalment es van emetre en redifusió a partir del 17 d'octubre de 1994. Fou dirigit per Cliff Bole en base a un guió de René Echevarria. Va aconseguir una qualificació Nielsen de 7,4, que és un percentatge estimat d'audiència sobre el nombre total de llars dels EUA.
Ambientada al segle XXIV, la sèrie segueix les aventures a Espai Profund 9, una estació espacial situada prop d'un forat de cuc estable entre els Quadrants Alfa i Gamma de la Via Làctia, prop del planeta Bajor, mentre els bajorans es recuperen d'una brutal ocupació de dècades pels imperialistes cardassians. Aquest episodi se centra en l'equip d'Ops de l'Estació, amb diverses estrelles convidades. Se centra en el personatge de trill Jadzia Dax i els misteriosos esdeveniments que comencen a succeir-li. També explora més a fons l'espècie alienígena Trill, especialment la naturalesa dels seus "simbionts".

## Antecedents
Els alienígenes Trill van ser presentats a Star Trek: La nova generació l'11 de maig de 1991, amb l'episodi "L'hoste". Va ser dirigit per Marvin V. Rush i escrit per Michel Horvat. Tornen com un dels personatges principals de Deep Space Nine, amb Jadzia Dax. Dax és una forma de vida simbiòtica que s'implanta en un hoste viu. El simbiont té els records de tots els seus hostes anteriors, això proporciona un vincle emocional de personalitats que uneix l'hoste i el simbiont i pot conduir a situacions socials interessants. A Deep Space Nine, Jadzia Dax és una Trill unida (no tots els trill tenen un simbiont; són rars) i molts episodis exploren la situació; Els principals episodis amb trills anteriors a "Equilibrium" són "Dax" (T1E8), "Invasive Procedures" (T2E4), i "Blood Oath" (T2E18).

## Argument
En un sopar, Jadzia Dax toca un piano i es troba tocant una melodia desconeguda tot i no tenir formació musical ni en aquesta vida ni en les anteriors. Més tard, experimenta canvis d'humor estranys i al·lucinacions d'una figura emmascarada. Bashir descobreix que aquests símptomes estan relacionats amb el seu simbiont. Segons l'historial mèdic de Dax, un amfitrió anterior va experimentar símptomes similars quan va entrar en coma de sis mesos. Sisko i Bashir porten Dax de tornada al seu món natal, on el doctor Renhol de la Comissió de Simbiosi de Trill estabilitza els símptomes de Dax. Tanmateix, Dax pateix una recaiguda i experimenta una nova al·lucinació: guàrdies de l'hospital Trill amb uniformes centenaris l'aborden. Frustrats, Sisko, Bashir i Dax visiten les coves on es generen simbionts no units per consultar els cuidadors. Un cuidador creu que els problemes de Dax provenen dels records d'un dels hostes anteriors del seu simbiont.
Sisko i Bashir identifiquen la melodia musical que Dax va sentir a les seves al·lucinacions com una composició d'un trill anomenat Joran Belar. Quan Dax veu la seva fotografia, experimenta una altra al·lucinació de l'home emmascarat assassinant algú, i quan li arrenca la màscara veu la cara de Joran. Aleshores entra en xoc neuronal i és hospitalitzada. El doctor Renhol planeja eliminar el simbiont Dax, cosa que matarà l'hoste Jadzia. Sisko i Bashir tornen a visitar les coves on es generen, però el cuidador s'ha espantat i ha callat. Bashir descobreix que el govern trill ha esborrat informació sobre Joran Belar dels seus registres. Tot i així, aconsegueixen contactar amb el germà de Joran, Yolad, que diu que Joran era candidat per ser unit a un simbiont. Segons l'informe oficial, Joran va ser rebutjat a causa del seu temperament violent i va assassinar el metge que el va avaluar, i després va ser assassinat per la seguretat de l'hospital. No obstant això, Yolad dubta d'aquesta història, perquè recorda que Joran li va dir que s'havia unit amb èxit. Sisko i Bashir dedueixen que Joran era un dels amfitrions anteriors de Dax, i per encobrir-ho es van alterar els fitxers de Joran i es van suprimir els records de Dax sobre ell.
Sisko i Bashir s'enfronten a la doctora Renhol i l'acusen de deixar morir Jadzia per tal de protegir un  secret encara més gran. El govern dels trill afirma que només un de cada mil trill és físicament i psicològicament apte per ser unit a un simbiont. Si un simbiont es col·loca en un hoste no apte, tant l'hoste com el simbiont moriran en qüestió de dies. Els problemes psicològics d'en Joran haurien d'haver-lo desqualificat, però els metges no els van detectar i li van donar un simbiont. Quan els metges van descobrir el seu error, en Joran portava el simbiont des de feia sis mesos tot i ser "no apte". Això demostra que els criteris oficials d'aptitud són excessivament estrictes. Renhol admet que gairebé la meitat de tots els trill són aptes per portar simbionts, però si es descobrís la veritat, la petita oferta de simbionts es disputaria ferotgement, posant en perill el seu benestar i desestabilitzant la societat dels trill. Per evitar-ho, el govern fingeix que només una petita minoria de la població dels Trill és apta per ser unida per tal de reduir la demanda de simbionts a un nivell manejable.
L'única manera d'estabilitzar la ment de Dax seria permetre que els seus records reprimits de Joran ressorgissin. Sisko amenaça d'exposar el secret si Jadzia mor, així que Renhol accepta eliminar els bloqueigs de memòria. Dax es recupera i ha d'afrontar els seus nous records inquietants.

## Actors convidats
- Lisa Banes - Dr. Renhol
- Jeff Magnus McBride - Joran
- Nicholas Cascone - Timor
- Harvey Vernon - Yolad

## Producció
El desenvolupament d'aquest episodi va començar amb el desig del productor Michael Piller que Jeff Magnus McBride aparegués a la sèrie "Star Trek: Deep Space Nine". McBride només treballava ocasionalment com a actor i era mag a temps complet. Després de veure un dels seus espectacles, Piller va quedar molt impressionat amb McBride i va encarregar al guionista Christopher Teague, un amic comú d'ell i McBride, que desenvolupés una història. La idea original de Teague era que McBride interpretés un mag que arriba a Espai Profund 9 amb una companyia de circ i que finalment resulta ser un assassí. Aquesta història, però, no va ser ben rebuda per l'equip de guionistes de la sèrie, per la qual cosa va ser reescrita en gran manera per René Echevarria. Inicialment va fer d'Odo el personatge principal de l'episodi, que tindria una sèrie de somnis inquietants. Ronald D. Moore finalment va suggerir fer de Dax el personatge principal en lloc d'Odo.
Els jardins botànics de la Biblioteca Huntington a San Marino (Califòrnia) van servir com a lloc de rodatge per a les escenes exteriors de Trill. Es van fer algunes modificacions al pont del "Defiant": es va modificar lleugerament la cadira del capità, es va reubicar la placa de dedicació i es van instal·lar consoles d'ordinador addicionals.
Joran és una de les personalitats que es veuen a "Facets" (emès el 12 de juny de 1995).

## Recepció
Keith DeCandido va qualificar "Equilibrium" a "tor.com" el 2013 com un episodi força deficient de "Star Trek: Deep Space Nine". Va considerar que, si bé l'episodi afegia molt a la història de Dax i els yrill, no oferia una bona història en si mateixa. Va criticar el planeta Trill per consistir només en dos conjunts barats i en gran part buits. Va trobar la interpretació de Lisa Banes com a Dra. Renhol poc convincent, i que, com que Renhol és l'únic personatge que representa la Comissió de Relacions Simbiòtiques, els espectadors no tenen una idea real d'aquesta institució. DeCandido va donar crítiques positives a l'escena inicial i al final de l'episodi.

## Llançament
L'episodi es va publicar el 3 de juny de 2003 a Amèrica del Nord com a part de la caixa de DVD de la temporada 3. Aquest episodi es va publicar el 2017 en DVD amb la sèrie completa box set, que tenia 176 episodis en 48 discs.
El 6 de juliol de 1999 es va publicar en LaserDisc als Estats Units, juntament amb "House of Quark".
L'episodi es va publicar amb "The House of Quark" en un casset VHS.